# 王所镇
王所乡，是中华人民共和国四川省凉山彝族自治州德昌县曾经下辖的一个镇。2019年12月，撤销王所镇和六所镇，设立昌州街道，以原王所镇和原六所镇所属行政区域为昌州街道的行政区域。

## 行政区划
王所乡撤銷前下辖以下地区：
王所村、茶园村、水塘村、小冯村、大冯村、昌州村和响地村。